# 우쓰미정 (히로시마현)
우쓰미정(寄島町)은 히로시마현 후쿠야마시의 정이다. 이전에는 누마쿠마군 우쓰미정은 1955년 5월 31일에 정으로 승격한 정이다. 2003년 2월 3일 아시나군 신이치정과 함께 후쿠야마시에 편입되어 자치체는 폐지되었다.

## 지리
면적 약 12.6 km2, 세토나이카이의 거의 중앙, 누마쿠마 반도의 남쪽 약 0.5 km에 떠 있는 유인섬 다지마, 요코시마, 무인섬 야노시마, 도키지마로 구성되어 있다.
누마쿠마군 다시마촌과 요코시마촌 사이는 보지세토라는 해협으로 나뉘어 있었으나, 1951년에 무츠교(睦橋)가 완성되면서 연결되었고, 이로 인해 합병의 기운이 높아져 1955년 3월 31일 두 마을이 합병하여 우쓰미정치(内海町)이 탄생했다. 자연이 풍부한 어촌이었던 이 마을은 해양 레저-레크리에이션 거점으로서 정비가 진행되었다. 2003년 2월 3일 헤이세이(平成)의 대합병으로 후쿠야마시(福山市)와 합병되어 정 제도는 폐지되었다.

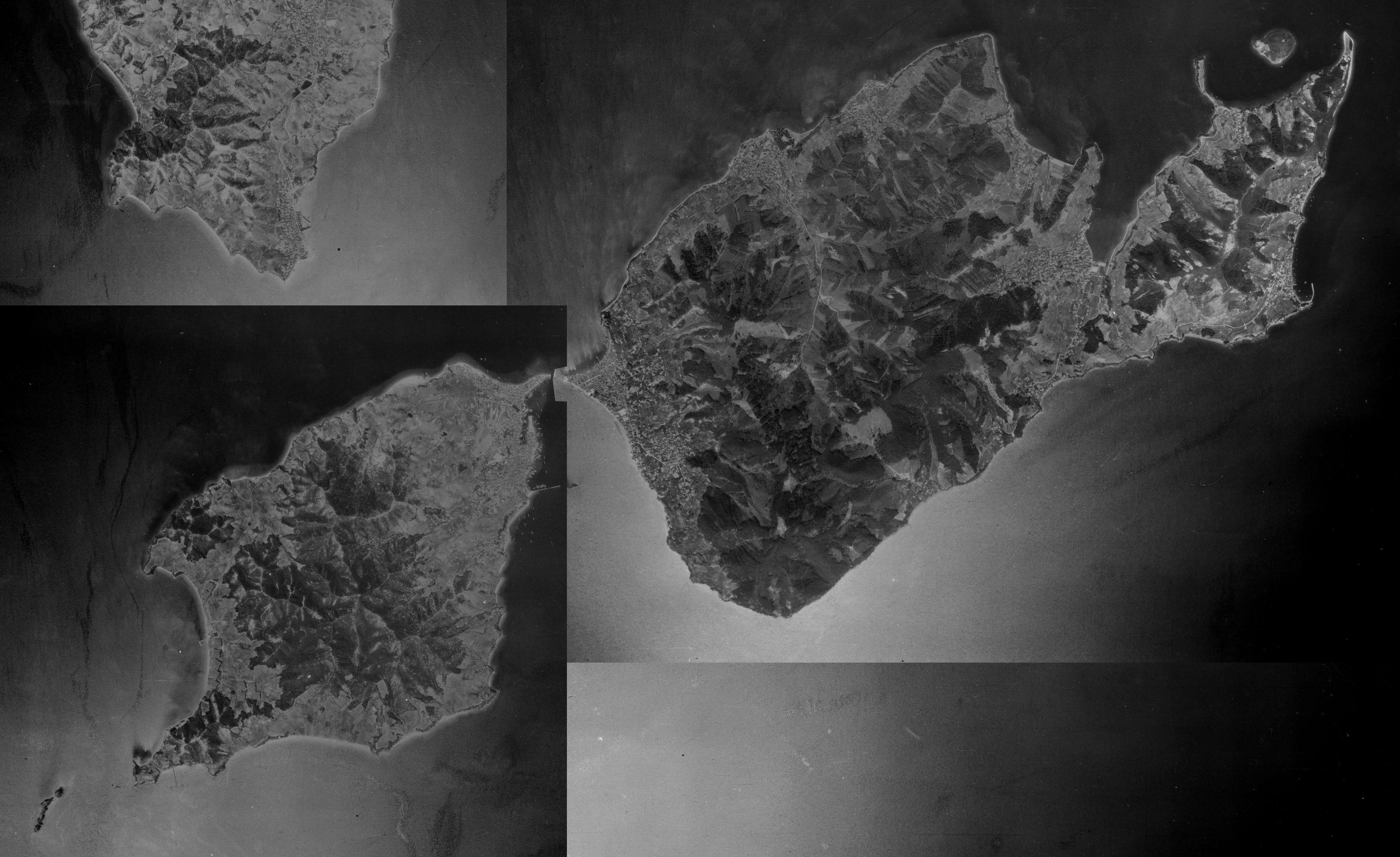
1947년 미군 촬영。
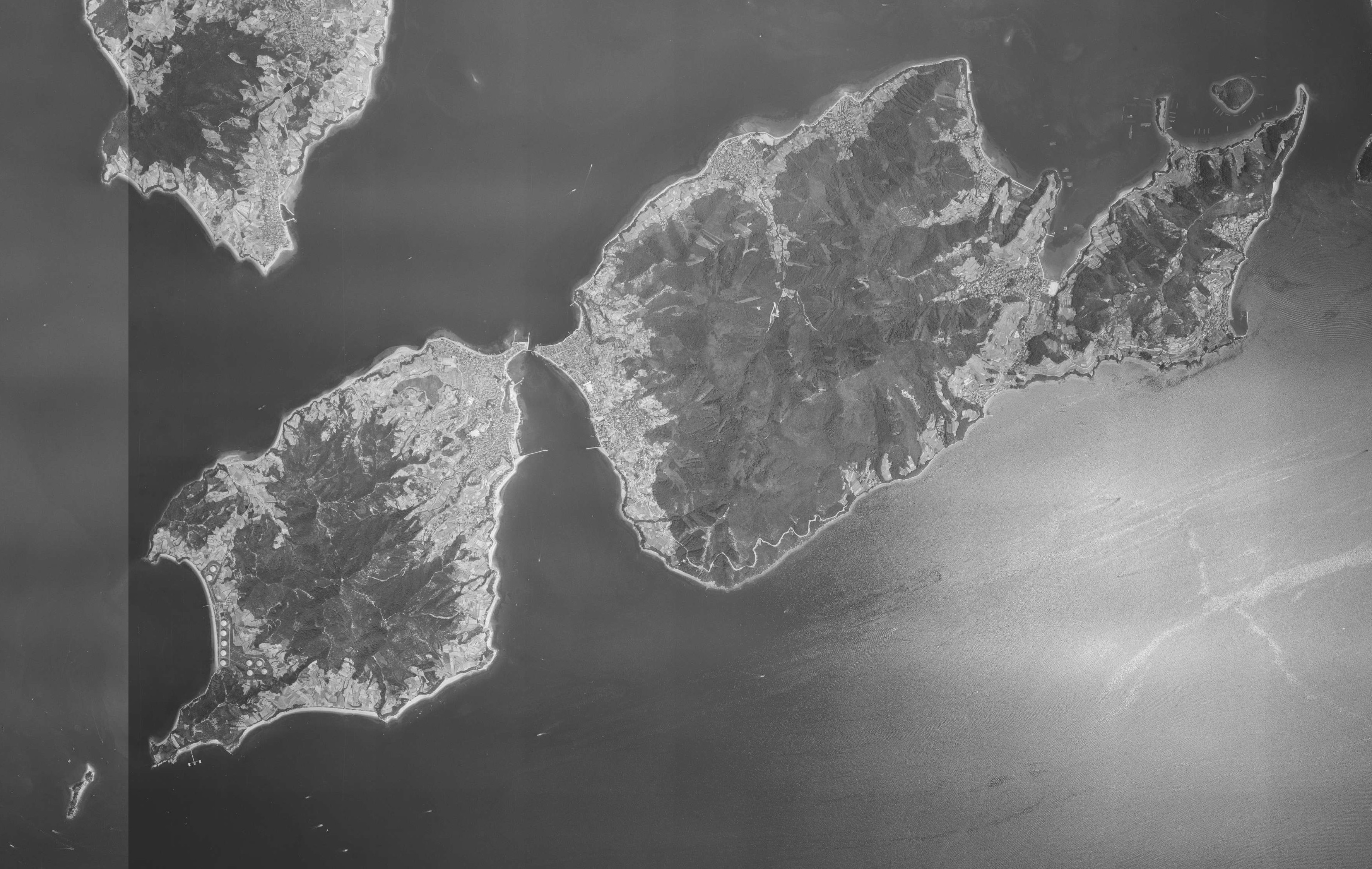
1964년
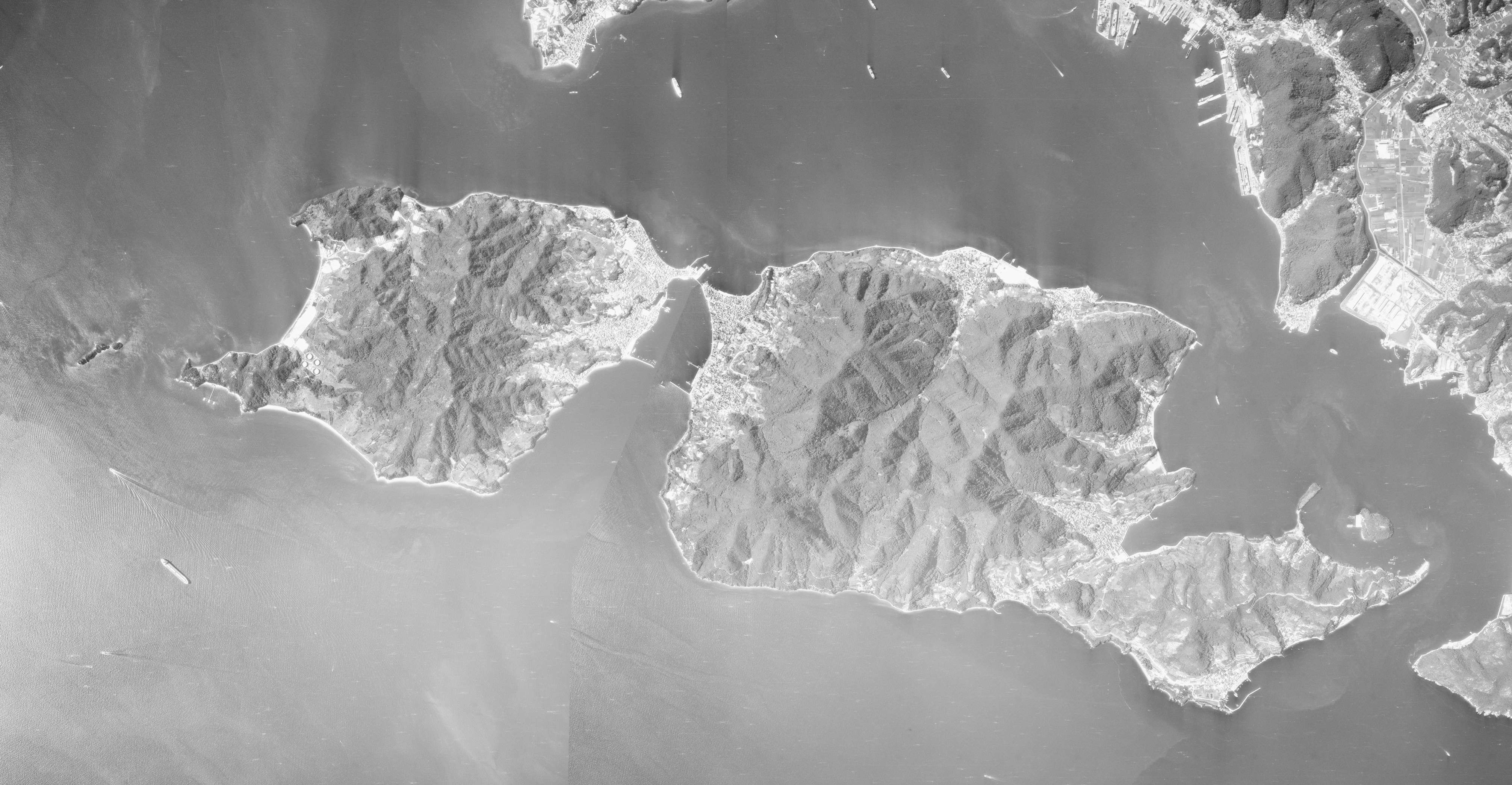
1977년
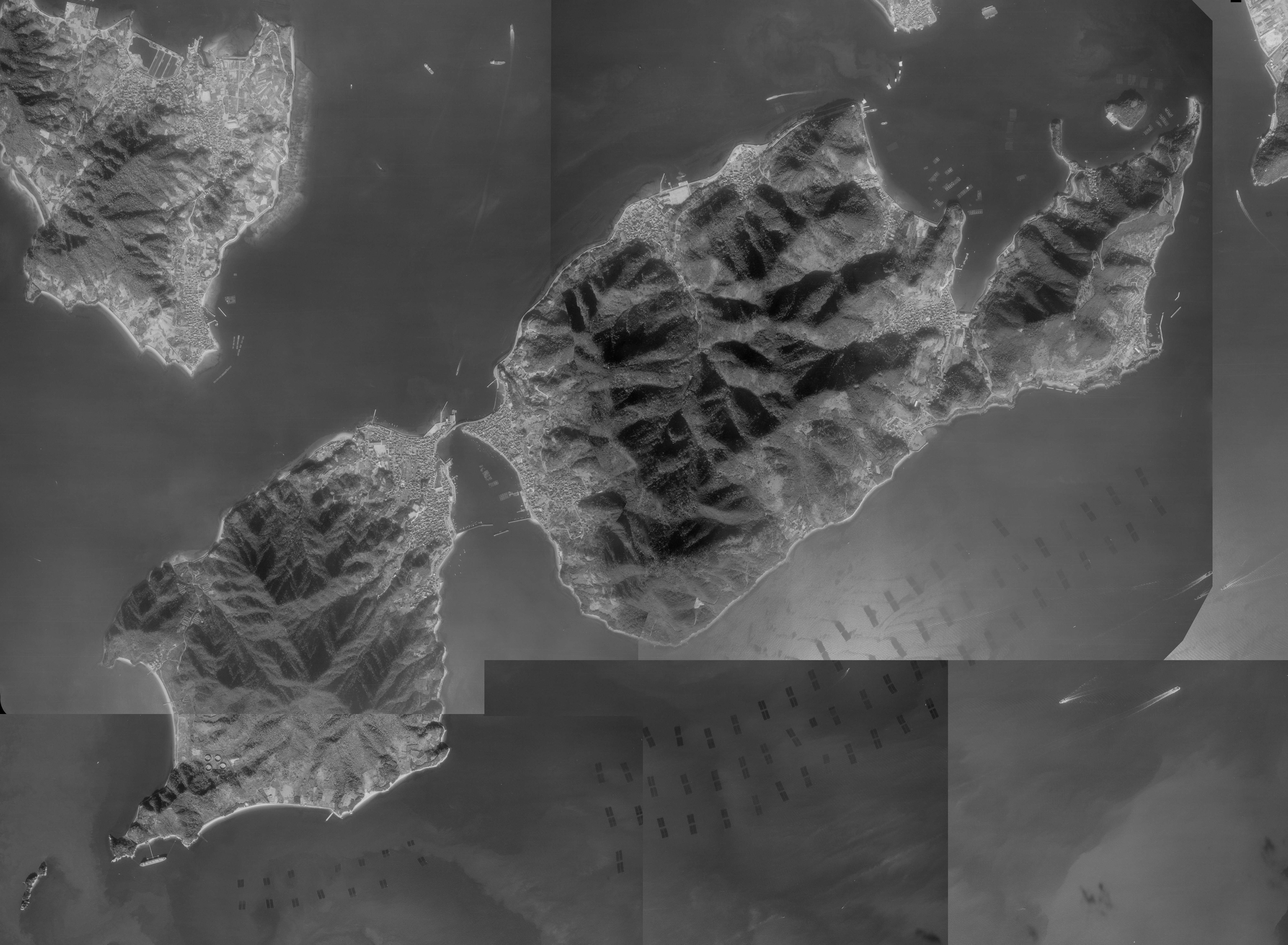
1986년
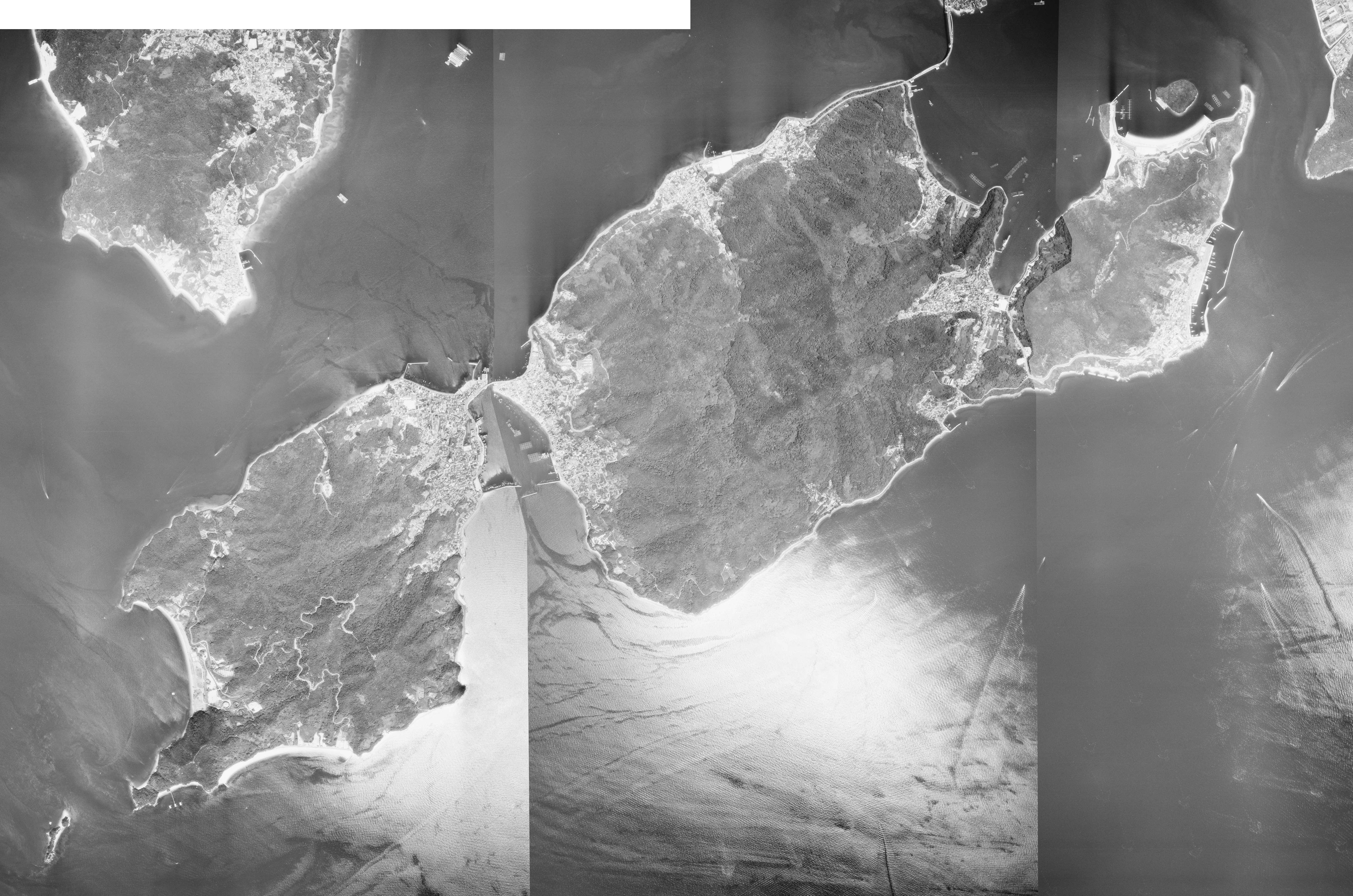
1999년

## 역사
- 1955년 5월 31일 - 누마쿠마군 다시마촌, 요코시마촌이 대등합병해 우쓰미정이 성립하였다.
- 2003년 2월 3일 - 아시나군 신이치정과 함께 후쿠야마시에 편입되었다.

## 산업
어업이 주산업이다. 농업은 평지가 거의 없어 감귤 재배가 이루어지고 있다.

## 교통

### 도로
- 히로시마현도 제53호선
- 히로시마현도 제385호선
- 히로시마현도 제386호선
- 히로시마현도 제387호선

1. 1 2 3 4  틀:国土航空写真